# قند، قرقیزستان
قند (به قرقیزی: Кант) شهری در استان چوئی کشور قرقیزستان است که در سرشماری سال ۲۰۰۵ میلادی، ۲۱٫۰۴۹ نفر جمعیت داشته است.
در دهه ۱۹۳۰ در این محل یک کارخانه قند ساخته شد و از آن پس به این شهر نام قند داده شد.

## نگارخانه

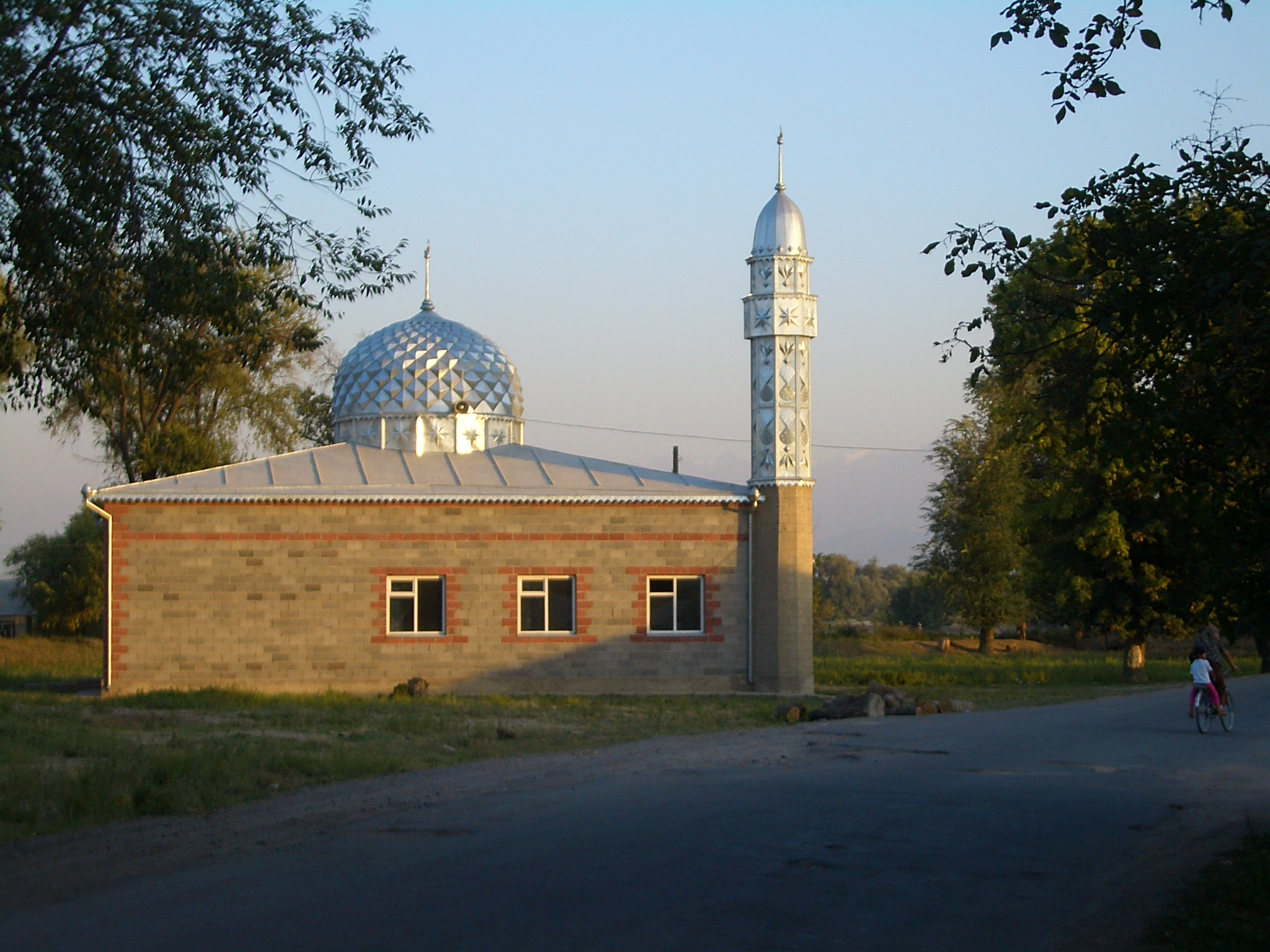
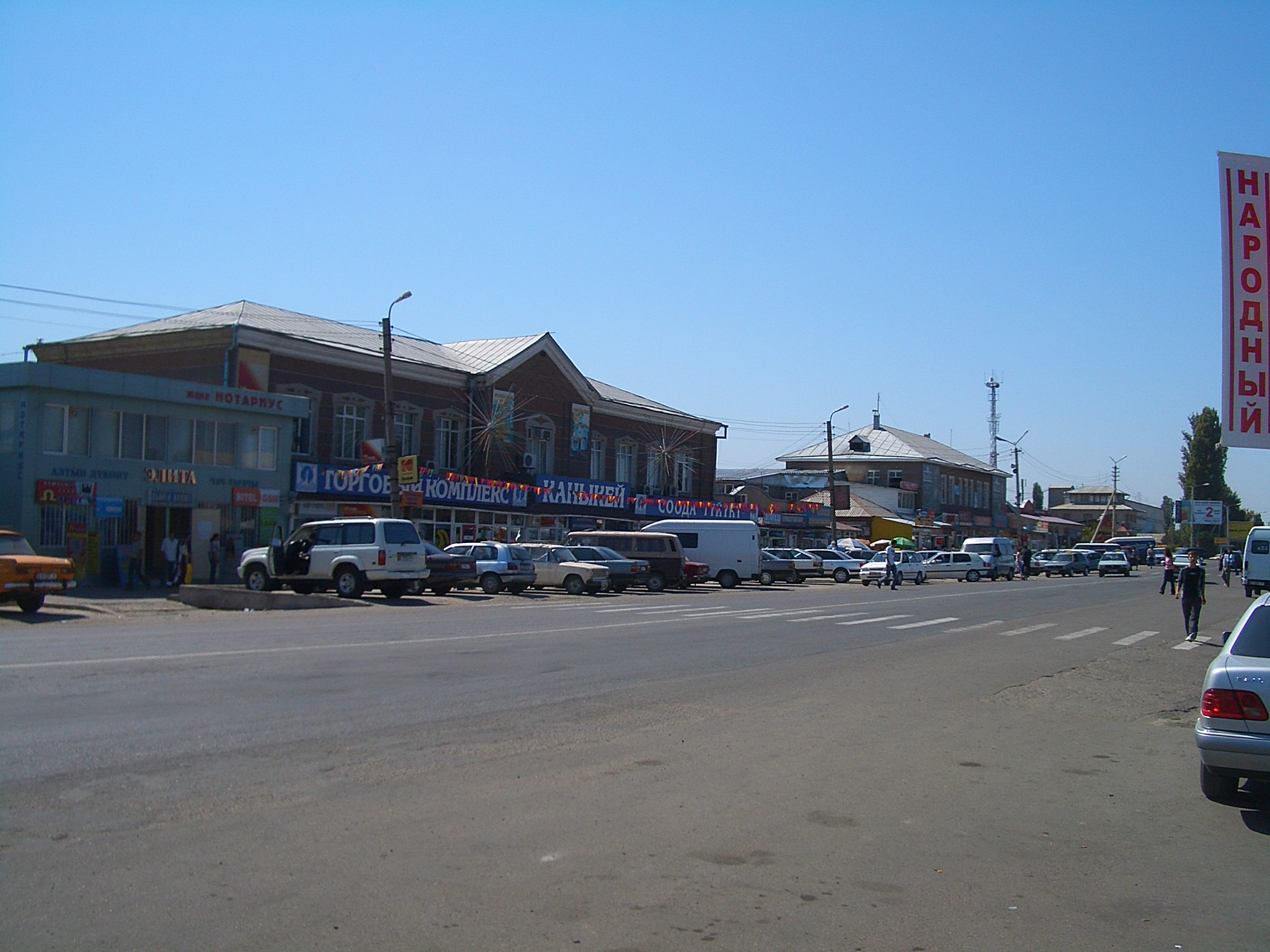
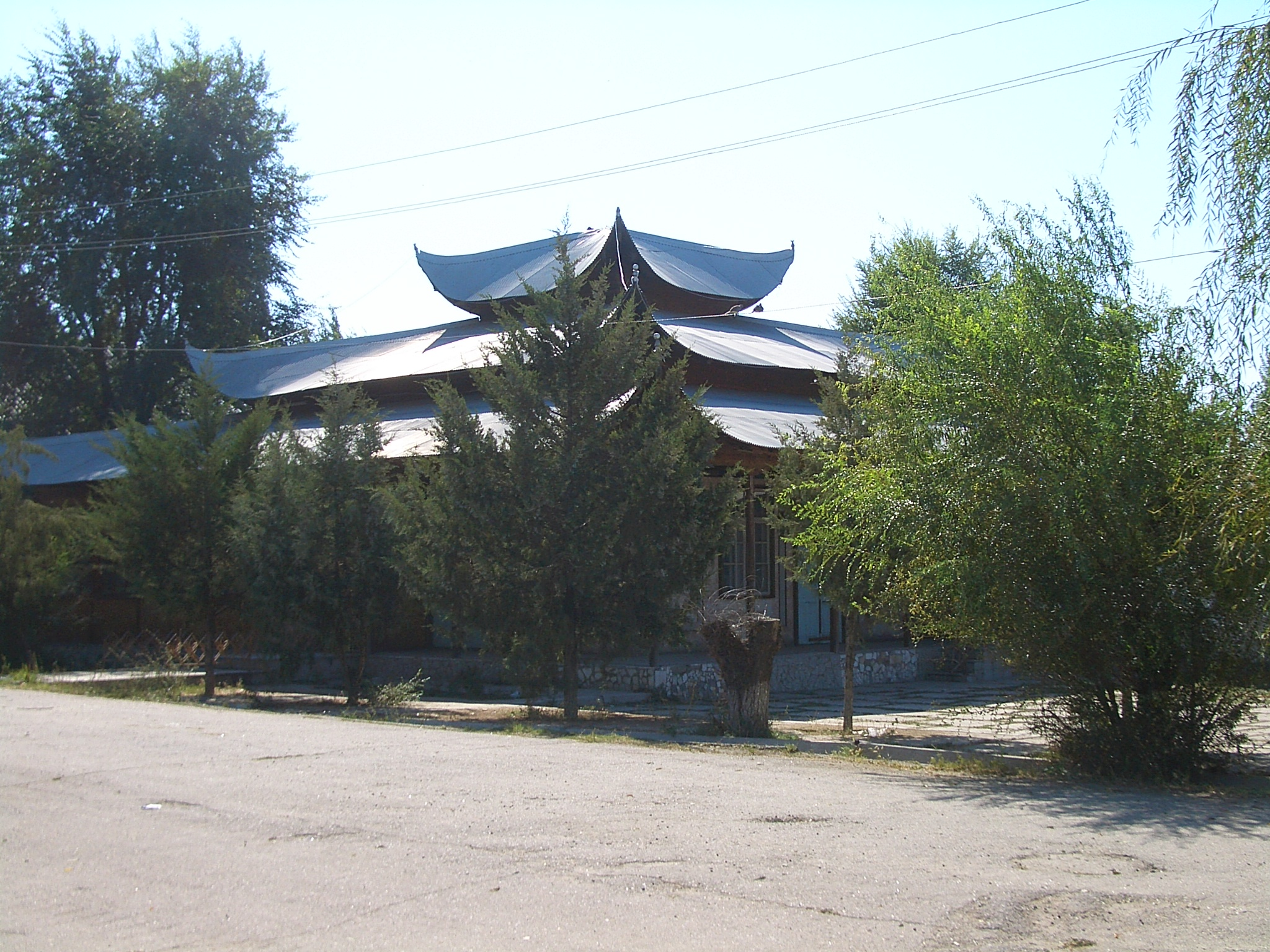
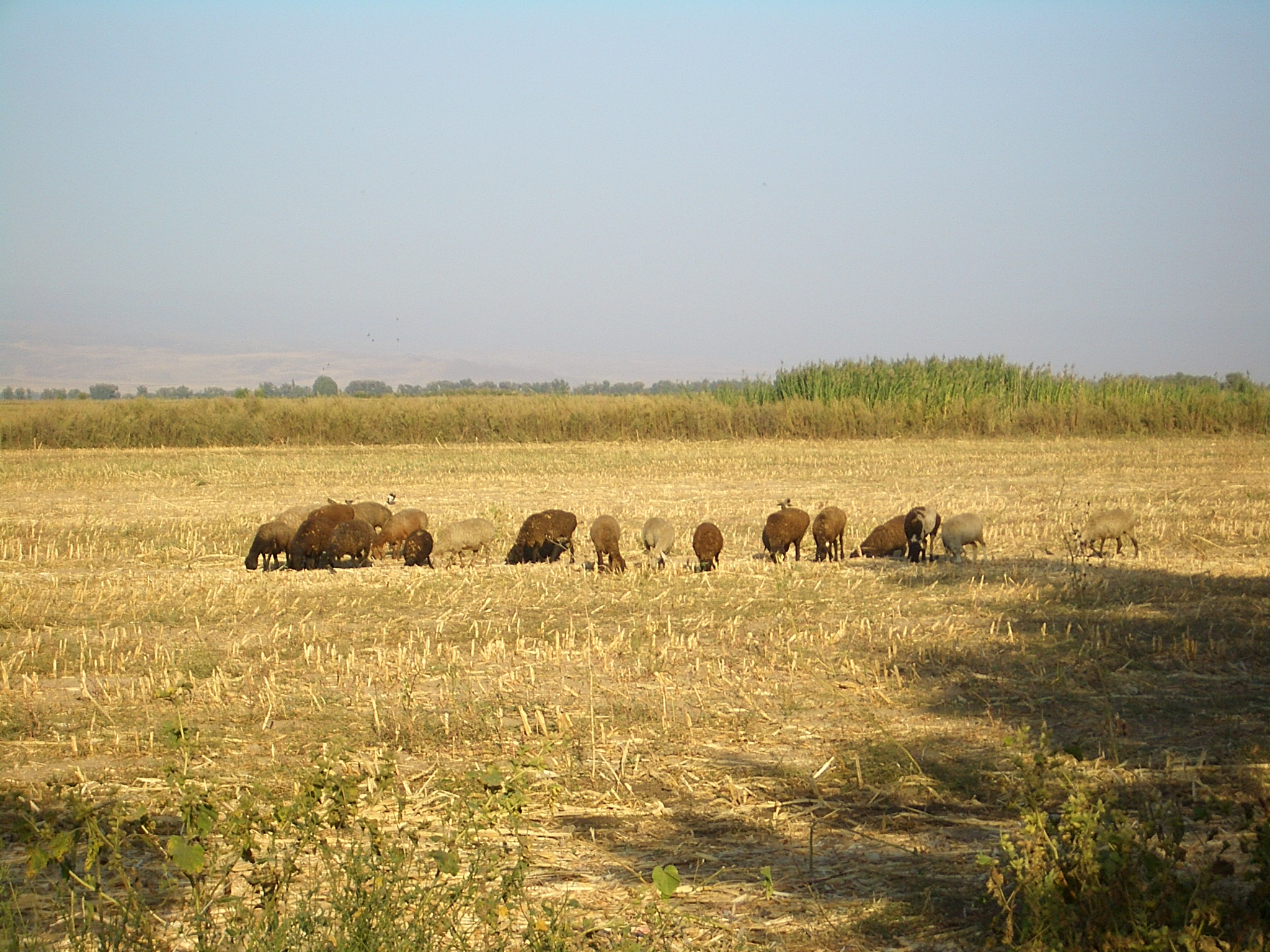